# Liste der Bodendenkmale in Wendisch Evern
In der Liste der Bodendenkmale in Wendisch Evern sind alle Bodendenkmale der niedersächsischen Gemeinde Wendisch Evern aufgelistet. Die Quelle ist der Denkmalatlas Niedersachsen. Der Stand der Liste ist der 25. August 2024.

## Allgemein
In den Spalten finden sich folgende Informationen des Bodendenkmales:
- Lage: geographische Koordinaten
- Bezeichnung: Bezeichnung lt. Denkmalatlas
- Beschreibung: Beschreibung lt. Denkmalatlas
- ID: Objekt-ID
- Bild: Bild, ggf. zusätzlich mit Link zu weiteren Fotos im Medienarchiv Wikimedia Commons.

## Wendisch Evern
| Lage                         | Bezeichnung                  | Beschreibung | ID       | Bild |
| ---------------------------- | ---------------------------- | --- | -------- | ---- |
| 53° 12′ 30″ N, 10° 29′ 35″ O | Wendisch-Evern 18, Grabhügel | Fast rund, Dm. 15 m; H. 1,6 m. Westsüdwest-Rand von einem Weg angeschnitten, am Süd- und Südost-Rand flache Mulden. | 28929844 | BW   |
| 53° 12′ 28″ N, 10° 29′ 41″ O | Wendisch-Evern 19, Grabhügel | Rund, Dm. 25 m; H. 2 m. Vier flache Eintiefungen. Nordost-Südwest orientierte flache Pflanzfurchen. | 28929846 | BW   |
| 53° 13′ 0″ N, 10° 29′ 54″ O  | Wendisch-Evern 24, Landwehr  | Südlich von Rullstorf verläuft in grob Nord-Süd Richtung bis südöstlich von Wendisch-Evern die „Neue Lüneburger Landwehr“. Im Norden reichte sie ursprünglich in die heutige Ortslage von Rullstorf hinein, im Süden verlief sie bis in den Bereich des heutigen Truppenübungsplatzes, wo sie auf den aufgestauten Dieksbeck traf. Dort ebenfalls eine heute nicht mehr erhaltene Warte. | 28934765 | BW   |
| 53° 12′ 35″ N, 10° 29′ 56″ O | Wendisch-Evern 31, Grabhügel | Fast rund, Dm. 16 m; H. 0,8 m. Kuppe abgeflacht. Von Nordost-Südwest orientierten Pflanzfurchen überzogen. | 28929968 | BW   |
| 53° 13′ 32″ N, 10° 29′ 32″ O | Wendisch-Evern 32, Grabhügel | Oval, NNW-SSO orientiert, L. 19,5 m, Br. 8,5 m und H. 0,8 m. NO- und SW-Bereich abgetragen. Auf dem Hügel ein NNW-SSO orientierter Graben und flacher Erdwall. | 28929970 | BW   |
| 53° 12′ 55″ N, 10° 29′ 57″ O | Wendisch-Evern 35, Grabhügel | Rund, Dm. 17,5 m; H. 1,2 m. Im West- und Nordwest-Bereich je eine alte Eingrabung. | 28929976 | BW   |
| 53° 12′ 16″ N, 10° 29′ 11″ O | Wendisch-Evern 36, Grabhügel | Oval, NW-SO orientiert, L. 6,5 m, Br. 5 m und einer H. 0,6 m. Rand nach N und W abgesetzt und nach SO auslaufend. Am NO-Rand eine Fahrspur. | 28929980 | BW   |
| 53° 12′ 16″ N, 10° 29′ 12″ O | Wendisch-Evern 37, Grabhügel | Fast rund, Dm. 5 m und H. 0,5 m. Oberfläche unregelmäßig. | 28929982 | BW   |
| 53° 12′ 16″ N, 10° 29′ 9″ O  | Wendisch-Evern 40, Grabhügel | Fast rund, Dm. 8 m; H. 0,6 m. Oberfläche unregelmäßig. Am Nord-Rand eine Ost-West orientierte Fahrspur. | 28929988 | BW   |
| 53° 12′ 16″ N, 10° 29′ 23″ O | Wendisch-Evern 43, Grabhügel | Fast rund, Dm. 7 m; H. 0,6 m (im Süden) bis 0,8 m (im Norden). | 28930088 | BW   |
| 53° 12′ 16″ N, 10° 29′ 24″ O | Wendisch-Evern 50, Grabhügel | Fast rund, Dm. 8 m und H. 0,6 – 1,1 m. Rand läuft im S aus, sonst abgesetzt. Am NO- und NW-Rand flache Mulden. | 28930100 | BW   |

### Wendisch-Evern 1
Ca. 2,2 km nordwestlich von Wendisch-Evern, ca. 900 m westnordwestlich des Gutes Willerding und südöstlich der Lüneburger Siedlung an der Konrad-Adenauer-Straße liegt eine Gruppe von fünf runden (FStNr. 1, 3, 4, 6, 8) und zwei ovalen (FStNr. 2 und 7) Grabhügeln. Durchmesser 9 – 21 m; Höhe 0,3 – 1,5 m.

| Lage                         | Bezeichnung      | Beschreibung | ID       | Bild |
| ---------------------------- | ---------------- | --- | -------- | ---- |
| 53° 13′ 33″ N, 10° 26′ 44″ O | Wendisch-Evern 1 | Rund, Dm. 21 m; H. 1,5 m. Einige Kuhlen. Rand angegraben. Dort wenige faust- bis kopfgroße Granitsteine, am Süd-Rand zwei doppeltkopfgroße Steine. Tierbaue. | 28931815 | BW   |
| 53° 13′ 33″ N, 10° 26′ 46″ O | Wendisch-Evern 2 | Oval, Nordwest-Südost orientiert, L. 14 m; B. 11 m; H. 0,7 m. Einige Mulden. Über den Hügel führen eine Nordost-Südwest verlaufende Schneise und Fahrspur.   | 28931817 | BW   |
| 53° 13′ 34″ N, 10° 26′ 47″ O | Wendisch-Evern 3 | Rund,. Dm. 11,5 m; H. 0,7 m. Kuppe abgeflacht und leicht eingetieft, Rand abgesetzt, nördlicher Rand angegraben. Wenige faust- bis kopfgroße Steine.         | 28931819 | BW   |
| 53° 13′ 32″ N, 10° 26′ 45″ O | Wendisch-Evern 4 | Rund, Dm. 15,5 m; H. 0,9 m. Kuppe abgeflacht. Am Südost-Rand eine Nordost-Südwest verlaufende Schneise. Am Nord-Rand ein kinderkopfgroßer Stein.             | 28931821 | BW   |
| 53° 13′ 32″ N, 10° 26′ 48″ O | Wendisch-Evern 6 | Rund, Dm. 15 m; H. 0,7 m. Kuppe abgeflacht. Am Nord-Rand führt eine Ost-West verlaufende Schneise mit Fahrspur vorbei.                                       | 28931825 | BW   |
| 53° 13′ 33″ N, 10° 26′ 51″ O | Wendisch-Evern 7 | Oval, Nordwest-Südost orientiert, L. 10 m; Br. 7 m; H. 0,35 m. Kuppe abgeflacht, Rand auslaufend.                                                            | 28931827 | BW   |
| 53° 13′ 32″ N, 10° 26′ 52″ O | Wendisch-Evern 8 | Fast rund, Dm. 9 m; H. 0,4 m. Rand auslaufend. Flache Nordwest-Südost orientierte Pflanzfurchen.                                                             | 28931829 | BW   |

### Wendisch-Evern 20
Südsüdöstlich von Wendisch-Evern, auf dem Standortübungsplatz, ca. 1300 m südsüdöstlich der Schießstände und ca. 600 m westlich des Elbe-Seiten-Kanals liegen auf einem leicht geneigten Südost-Hang drei ursprünglich wohl runde, heute leicht ovale bis ovale Grabhügel. Sie sind annähernd Nord-Süd orientiert. Größte Länge 21 m; kleinste Breite 11,7 m; H. 0,9 – 1,25 m.

| Lage                         | Bezeichnung       | Beschreibung | ID       | Bild |
| ---------------------------- | ----------------- | --- | -------- | ---- |
| 53° 11′ 30″ N, 10° 29′ 26″ O | Wendisch-Evern 20 | Leicht oval, Nord-Süd orientiert, L. 14,5 m; Br. 13 m; H. 1,25 m. In der Kuppe kleine Eingrabung. Am Süd-Rand der Eingrabung ein kleines Holzkreuz. Am Südsüdost-Rand ein Granitfindling. | 28929848 | BW   |
| 53° 11′ 28″ N, 10° 29′ 27″ O | Wendisch-Evern 21 | Oval, Nordnordwest-Südsüdost orientiert, L. 13,5 m; Br. 11,7 m; H. 0,9 m. Kuppe abgeflacht, Böschung unregelmäßig.                                                                        | 28929850 | BW   |
| 53° 11′ 27″ N, 10° 29′ 26″ O | Wendisch-Evern 22 | Oval, Nord-Süd orientiert, L. 21 m; Br. 13 m; H. 1,1 m. Oberfläche der Böschung im Osten leicht gestört.                                                                                  | 28929852 | BW   |

### Wendisch-Evern 58
Gruppe von vier Grabhügeln. Durchmesser 10 – 20 m, Höhe 0,6 – 1,2 m.

| Lage                        | Bezeichnung       | Beschreibung | ID       | Bild |
| --------------------------- | ----------------- | --- | -------- | ---- |
| 53° 12′ 46″ N, 10° 27′ 6″ O | Wendisch-Evern 58 | Nach Norden, Osten und Süden deutlich abgesetzt, nach Westen geht er in den natürlichen Hang über. Dm. ca. 20 m, H. ca. 1,0–1,2 m. Kuppe abgeflacht und wellig, evtl. alte Eingrabungen, alte Pflanzfurchen in Nord-Süd Richtung.        | 35507347 | BW   |
| 53° 12′ 47″ N, 10° 27′ 5″ O | Wendisch-Evern 59 | Flacher, annähernd rund, Dm. ca. 10 m, H. ca. 0,6 m. Oberfläche zerfurcht, darin evtl. alte Eingrabungen, alte Pflanzfurchen in Nord-Süd Richtung.                                                                                       | 35507351 | BW   |
| 53° 12′ 44″ N, 10° 27′ 5″ O | Wendisch-Evern 60 | Deutlich abgesetzt, annähernd rund, Dm. ca. 16 m, H. ca. 0,8 m. Zentrum abgeflacht, evtl. alte Eingrabungen, alte Pflanzfurchen in Nord-Süd Richtung.                                                                                    | 35507355 | BW   |
| 53° 12′ 44″ N, 10° 27′ 8″ O | Wendisch-Evern 61 | Deutlich abgesetzt, etwas oval, Dm. (Nord-Süd) ca. 18 m, (Ost-West) 20–21 m, H. ca. 1,0 m. Im Zentrum stark abgeflacht, z.T. sogar eingetieft. Ost-Seite durch Feldweg angeschnitten, alte Pflanzfurchen verlaufen in Nord-Süd Richtung. | 35507359 | BW   |